# Grupo Desportivo de Peniche
El GD Peniche es un equipo de fútbol de Portugal que juega en el Campeonato de Portugal, la cuarta categoría de fútbol en el país.

## Historia
Fue fundado el 30 de enero de 1941 en la ciudad de Peniche, del distrito de Leiría y cuenta con secciones en otros deportes como el ciclismo. Sus mejores años han sido en la década de los años 1950, en los cuales militó por mucho tiempo en la desaparecida Segunda División de Portugal, estando allí hasta mediados de los años 1970s en las que bajó a las ligas regionales.
También han participado en varias ocasiones en la Copa de Portugal, en la que destacó en la temporada de 1985/86 en la que alcanzó los octavos de final.

## Palmarés
- Primera División de Leiria: 5

2007/08, 2014/15, 2017/18, 2020/21, 2022/23
- Copa de Leiria: 1

2007/08

## Jugadores

### Jugadores destacados
| - Nélson Faria - Dino - Forbs - Albertino Pereira | - Armando Luís - Manaca - Mascarenhas - Rachão |